# Cladorhiza segonzaci
Cladorhiza segonzaci är en svampdjursart som beskrevs av Jean Vacelet 2006. Cladorhiza segonzaci ingår i släktet Cladorhiza och familjen Cladorhizidae.
Artens utbredningsområde är havet utanför Chile. Inga underarter finns listade i Catalogue of Life.